# Língua nihali
Nihali, também chamado Nahali ou erroneamente Kalto, é uma língua isolada que está em perigo de extinção falada no centro-oeste [Índia] (em [[Madhya Pradesh] e Maharashtra) por  cerca de 2 mil pessoas em 1991 numa população étnica de 5 mil pessoas. A área tribal de Nihali fica ao sul do rio Tapti, ao redor da vila de Tembi no distrito de Nimar (distrito de [Burhanpur]]) de Madhya Pradesh.. Os falantes da língua Nihali também estão presentes em várias aldeias do distrito de Buldhana em Maharashtra, como Jamod, Sonbardi, Kuvardev, Chalthana, Ambavara, Wasali e Cicari. Existem diferenças dialetais entre as variedades Kuvardev-Chalthana e Jamod-Sonbardi.
A língua possui um número muito grande de palavras adotadas em línguas vizinhas, com 60 a 70% aparentemente retiradas da língua korku (25% do vocabulário e grande parte de sua morfologia), das línguas dravídicas, e do Marata, mas grande parte do seu vocabulário principal não pode ser relacionado a eles ou a outros idiomas, como os numerais e as palavras "sangue" e "ovo". Os estudiosos afirmam que menos de 25% do vocabulário original do idioma é usado hoje. Não há mais falantes monolíngues sobreviventes do idioma. Aqueles versados no Nihali moderno provavelmente também falam variedades de hindi, marathi ou korku..
Durante séculos, a maioria dos Nihali trabalhou frequentemente como trabalhadores agrícolas para falantes de outras línguas que não a sua. Em particular, os trabalhadores de Nihali frequentemente trabalham para membros do povo Korku e eram frequentemente bilíngues na língua Korku. Por causa disso, Nihali às vezes é usado por seus falantes apenas para impedir que falantes nativos de Korku e outros estrangeiros os entendam.

Localização do Nihala

## Pesquisas
Franciscus Kuiper foi o primeiro a sugerir que Nihali pode não estar relacionado a qualquer outra língua indiana, com o vocabulário principal não-Korku e não-dravidiano sendo o remanescente de uma população anterior na Índia. No entanto, não descarta que possa ser uma  língua munda, como o Korku. Kuiper sugeriu que Nihali pode diferir das línguas da vizinhança, como o Korku, principalmente em sua função de gíria, como  um cant de ladrões. Kuiper's As afirmações decorrem, em parte, do fato de que muitos grupos oprimidos na Índia usaram línguas secretas para impedir que pessoas de fora as entendam..
O linguista Norman Zide descreve a história recente do idioma da seguinte forma:
"Os empréstimos (termos de origem externa) de Nihali são muito mais massivos do que em exemplos de palavras de empréstimo presentes na externa como a língua albanesa". A esse respeito, diz Zide, o Nihali moderno parece comparável aos dialetos hibridizados das línguas romanis. faladas na Europa Ocidental. Zide afirma que isso é resultado de um processo histórico que começou com um massacre de Nihalis no início do século XIX organizado por um dos governantes da área supostamente em resposta a "saques". Zide alega que, posteriormente, os Nihalis "dizimados em tamanho", "funcionaram amplamente como assaltantes e ladrões ... que [descartaram] ... bens roubados" por meio de "associados externos". Zide acrescenta que a sociedade Nihali "há muito tempo é multilíngue e usa o Nihali como uma linguagem mais ou menos secreta que não é normalmente revelada a pessoas de fora" e que os primeiros pesquisadores "que tentavam aprender a língua foram aparentemente rejeitados ou enganados deliberadamente".
Alguns falantes de Korku se recusam a reconhecer os Nihali como uma comunidade distinta e descrevem o surgimento dos Nihalis como resultado de uma perturbação da sociedade civil de Korku.
Os Nihali vivem da mesma forma que os Kalto. Isso e o fato de os Kalto ter sido chamados frequentemente de Nahali levaram à confusão entre as duas línguas.

## Fonologia
| Vogais   | Vogais   | Vogais    | Vogais    |
| Anterior | Anterior | Posterior | Posterior |
| -------- | -------- | --------- | --------- |
| i        | i:       | u         | u:        |
| e        | e:       | o         | o:        |
|          |          | a         | a:        |

O alongamento das vogais é fonêmico. As vogais [e] e [o] têm variedades mais baixas no final dos morfemas.
A nasalização é rara e tende a ocorrer em palavras emprestadas de outras línguas.
|                   |                 | Labial | Dental/ Alveolar | Retroflexa | Palatal | Velar |
| ----------------- | --------------- | ------ | ---------------- | ---------- | ------- | ----- |
| Nasal             | Nasal           | m      | n                | ɳ          | ɲ       |       |
| Plosiva/ Africada | surda           | p      | t                | ʈ          | tʃ      | k     |
| Plosiva/ Africada | surda aspirada  | pʰ     | tʰ               | ʈʰ         | tʃʰ     | kʰ    |
| Plosiva/ Africada | sonora          | b      | d                | ɖ          | dʒ      | ɡ     |
| Plosiva/ Africada | sonora aspirada | bʱ     | dʱ               | ɖʱ         | dʒʱ     | ɡʱ    |
| Fricative         | Fricative       |        | s                | ʂ          | ʃ       | h     |
| Rótica            | Rótica          |        | r                | ɽ          |         |       |
| Aproximante       | Aproximante     | ʋ      | l                |            | j       |       |

Existem 33 consoantes.As oclusivas não aspiradas são mais frequentes do que as aspiradas.

## Léxico
Abaixo estão algumas palavras do vocabulário básico de Nihali sem paralelos externos claros (em Korku, Hindi, Marathi, Dravidian, etc.) listados no apêndice de Nagaraja (2014).
Partes do corpo
| cabeça     | pe(ː)ñ  |
| cabelo     | kuguso  |
| olho       | jikit   |
| ouvido     | cigam   |
| nariz      | coːn    |
| dente      | menge   |
| boca       | kaggo   |
| mão        | bakko   |
| ombro      | ṭ/tagli |
| barriga    | bhaːwri |
| intestinos | koṭor   |
| umbigo     | bumli   |
| fígado     | gadri   |
| sangue     | corṭo   |
| osso       | paːkṭo  |
| pele       | ṭoːl    |

Animais e plantas
| ave      | poe; pyu |
| ovo      | kalen    |
| cobra    | koːgo    |
| peixe    | caːn     |
| piolho   | keːpe    |
| mosquito | kaːn     |
| mosca    | eḍ(u)go  |
| árvore   | aːḍḍo    |

Fenômenos naturais
| água  | joppo         |
| chuva | maːnḍo        |
| rocha | caːgo, caːrgo |
| sal   | coːpo         |

Outros
| caminho, estrada | ḍãːy, ḍa(ː)y |
| casa             | aːwaːr       |
| nome             | jumu, jyumu  |

Verbos
(In Nihali, many verbs are suffixed with -be.)
| comer  | ṭ/tyeː-        |
| beber  | ḍelen-         |
| morder | haru-          |
| soprar | bigi-, bhigi-  |
| morrer | betto-, beṭṭo- |
| matar  | paḍa-          |
| rir    | haːgo-         |
| chorar | aːpa-          |
| ir     | eːr-, eṛe      |
| vir    | paːṭo, pya     |
| dar    | beː-           |
| ver    | ara-           |
| ouvirr | cakni          |

## Pronomes e demonstrativos
Os pronomes pessoais em Nihali são (Nagaraja 2014: 34):
|           | singular | dual   | plural           |
| --------- | -------- | ------ | ---------------- |
| 1ª pessoa | jo       | tye:ko | ingi             |
| 2ª pessoa | ne       | na:ko  | la               |
| 3ª pessoa | eṭey     | hiṭkel | eṭla < eṭey + la |

Nagaraja (2014: 139) observa que Nihali tem um paradigma demonstrativo diferente do de Korku.
|                | Nihali          | Korku                              |
| -------------- | --------------- | ---------------------------------- |
| 'o que'        | nan             | co:(ch)                            |
| 'quem'         | nani            | je                                 |
| 'por que'      | naway, nawa:san | co:- ~ co:ch                       |
| ‘quando’       | meran ~ miran   | co:-la                             |
| ‘onde’         | mingay          | ṭone ~ ṭongan 'at where'           |
| ‘quanto’       | m(i)yan         | co-ṭo                              |
| ‘como’         | naw-ki          | co-phar                            |
| ‘de quem’      | nan-in          | je-konṭe ‘whose child’             |
| ‘qual (livro)’ | nu-san          | (pustak) ṭone-bukko ‘which (book)’ |

A morfossintaxe de Nihali é muito mais simples que a do Korku e de outras línguas munda e não tem relação com a das línguas munda (Nagaraja 2014: 144). A ordem das palavras é SOV